# Euphilotes centralis
Euphilotes centralis är en fjärilsart som beskrevs av Barnes och Mcdunnough 1917. Euphilotes centralis ingår i släktet Euphilotes och familjen juvelvingar. Inga underarter finns listade i Catalogue of Life.